# Escherichia coli productrice de shigatoxines

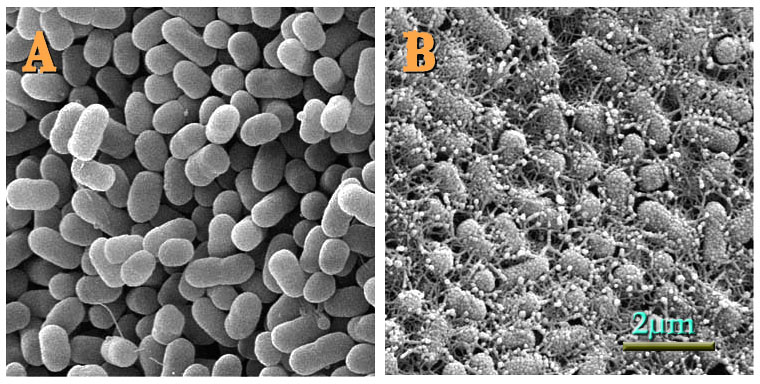
Deux populations de E.Coli, une ne produisent pas de shibgatoxines (A), la deuxième en produisant (B), vues en miscroscopie électronique

Les escherichia coli productrices de shigatoxines (STEC, de l'anglais shigatoxigenic escherichia coli), appelées aussi escherichia coli enterohémorragiques (EHEC), sont des souches de bactéries, de l'espèce Escherichia coli, qui produisent des shigatoxines et sont responsables de colites hémorragiques et d'épidémies de syndrome hémolytique et urémique (infections zoonotiques). 
On en a isolé diverses souches et sérotypes dans le monde, plus ou moins virulents. Plusieurs facteurs de risque et « facteurs de virulence », dits eae, ehxA, et saa, sont connus et peuvent être recherchés en laboratoire par PCR (réaction en chaîne par polymérase).

## Transmission des STEC à l'homme
Elle se fait via la consommation d'eau ou d'aliments contaminés par des matières fécales ou par contact de personne infectée à personne saine.
Les rongeurs (genre Rattus en particulier) semblent en être un réservoir synanthrope possible ; une étude ayant porté sur 145 rongeurs urbains (échantillonnés à Buenos Aires a montré 27 animaux suspectés de porter ce microbe, dont 7 étaient effectivement infectés. Chez ces derniers, une génotypie a montré la coexistence de plusieurs souches de STEC (stx1/stx2/ehxA, stx2, stx2/ehxA, stx2/ehxA/eae) dans cette ville.
Dans ce cas, aucune lésion typique de la toxine de Shiga n'a été observée dans les organes de rongeurs autopsiés mais le nombre de rats porteurs de souche pathogène laisse penser qu'ils pourraient jouer un rôle dans la transmissibilité de l'agent aux populations humaines sensibles. Les auteurs suggèrent d'inclure le suivi et le contrôle des rats urbains dans les stratégies de contrôle épidémiologique. Il conviendrait aussi de mieux gérer les eaux contaminées

## Terminologie, éléments de définition
Il s'agit de la nouvelle définition internationale. 
Elle est également connue sous d'autres noms, parmi lesquels 
- enterohemorrhagic E. coli (EHEC),
- Shiga-like toxin-producing E. coli (SLTEC ou STEC),
- hemolytic uremic syndrome–associated enterohemorrhagic E. coli (HUSEC) et
- verocytotoxin- ou verotoxin-producing E. coli (VTEC)[6].

« Shiga » fait référence à Kiyoshi Shiga qui a découvert Shigella dysenteriae une des bactéries du genre des shigelles.

## Homonymie de l'acronyme
L'acronyme STEC est homonyme du steak, plat dans lequel on a trouvé fréquemment[réf. nécessaire] la bactérie, quand le steak est mal cuit, en particulier dans le steak tartare ou le hamburger.